# Světový pohár v cyklokrosu 2015/2016
Světový pohár v cyklokrosu 2015/2016 začal premiérovým závodem v Las Vegas 16. září 2015 a skončil 24. ledna 2016 v nizozemském Hoogerheide. Vítězství z předchozí sezony obhájila Sanne Cant a šampionem mužské kategorie elite se stal Wout Van Aert.

## Závody
| Datum        | Dějiště            | Země       | Vítěz muži Elite           | Vítězka ženy Elite   |
| ------------ | ------------------ | ---------- | -------------------------- | -------------------- |
| 16. září     | Las Vegas          | USA        | Wout van Aert (BEL)        | Kateřina Nash (CZE)  |
| 18. říjen    | Valkenburg         | Nizozemsko | Lars van der Haar (NED)    | Eva Lechner (ITA)    |
| 22. listopad | Koksijde           | Belgie     | Sven Nys (BEL)             | Sanne Cant (BEL)     |
| 20. prosinec | Namur              | Belgie     | Mathieu van der Poel (NED) | Nikki Harris (GBR)   |
| 26. prosinec | Heusden-Zolder     | Belgie     | Mathieu van der Poel (NED) | Sanne Cant (BEL)     |
| 17. leden    | Lignières-en-Berry | Francie    | Mathieu van der Poel (NED) | Sanne Cant (BEL)     |
| 24. leden    | Hoogerheide        | Nizozemsko | Mathieu van der Poel (NED) | Sophie De Boer (NED) |

## Celkové pořadí

### Muži
| Pořadí | Jméno                      | Body |
| ------ | -------------------------- | ---- |
| 1      | Wout Van Aert (BEL)        | 476  |
| 2      | Lars van der Haar (NED)    | 433  |
| 3      | Kevin Pauwels (BEL)        | 421  |
| 4      | Sven Nys (BEL)             | 389  |
| 5      | Mathieu van der Poel (NED) | 385  |
| 6      | Laurens Sweeck (BEL)       | 331  |
| 7      | Tom Meeusen (BEL)          | 321  |
| 8      | Toon Aerts (BEL)           | 284  |
| 9      | Klaas Vantornout (BEL)     | 265  |
| 10     | Gianni Vermeersch (BEL)    | 259  |

### Ženy
| Pořadí | Jméno                   | Body |
| ------ | ----------------------- | ---- |
| 1      | Sanne Cant (BEL)        | 317  |
| 2      | Eva Lechner (ITA)       | 276  |
| 3      | Nikki Harris (GBR)      | 229  |
| 4      | Ellen Van Loy (BEL)     | 225  |
| 5      | Katie Compton (USA)     | 192  |
| 6      | Sophie de Boer (NED)    | 185  |
| 7      | Caroline Mani (FRA)     | 181  |
| 8      | Pavla Havlíková (CZE)   | 175  |
| 9      | Helen Wyman (GBR)       | 174  |
| 10     | Kaitlin Antonneau (USA) | 154  |